# Роял Оук (линеен кораб, 1914)
Роял Оук (на английски: HMS Royal Oak, Кралският Дъб на крал Чарлз II) е британски линеен кораб. Кораб от типа „Ривендж“.
Потопен е на 14 октомври 1939 г. в Скапа Флоу на Оркнейските острови от проникналата там немска подводна лодка U-47.

## История
На 13 май 1914 г. спецификациите на корабите от типа „Revenge“ са одобрени от Адмиралтейството и през юни е издадена поръчката за тяхното строителство. С началото на войната работите по тези линкори са спрени и на 26 август поради ниският процент на тяхната готовност поръчките за построяването им са анулирани. Предполага се, че започналата вече война няма да е продължителна и новите кораби поради това няма да успеят да вземат участие в бойните действия.
През януари 1915 г. е получено разрешението да се достроят корабите с чисто нефтено отопление вместо комбинираното въглищно-нефтено. Според разчетите се предполага, че в този случай турбините след незначителни преправяния ще бъдат способни да развият 40 000 к.с. вместо 31 000 к.с., които са разчетени за получаване в първоначалния проект. Това позволява значително да се увеличи скоростта – от 21 възела (при 300 оборота на винта в минута) до 23 възела (при 320 оборота). Прехода към нефтено отопление би позволи значително да се намали запаса от гориво, без да се променя в крайна сметка разчетната далечина на плаване – вместо предишните 3000 тона въглища и 1500 тона нефт корабите вземат по 3400 тона нефт. Икономисаното тегло се предполага да се използва главно за въоръжение – за увеличаване на боезапаса за главния калибър от 80 до 100 изстрела на оръдие. Редицата последващи усъвършенствания, в края на краищата, водят до увеличение на водоизместимостта на изменения проект до 25 800 тона. Следва да се каже, че още една от хубавите страни на прехода към нефтено отопление на котлите е рязкото намаляване на броя на огнярите – със 75 души.
На 14 октомври 1939 г., с началото на прилива, немската подводница „U-47“ (с командир капитан-лейтенант Гюнтер Прин) благополучно се промъква на рейда за котвена стоянка в Скапа Флоу. В един от корабите на противника Прин разпознава английският линкор „Royal Oak“, другия е спомагателния съд „Pegasus“.
„Royal Oak“ поради своята напреднала възраст се използва като плаваща зенитна батарея, а неговите мощни оръдия трябва да прикриват близолежащата акватория. По това време на „Royal Oak“ има 1200 души екипаж, 200 от които се намират на вахта. На кораба е въведена светомаскировка.
В 1:04 на 14 октомври прозвучава взрив. Болшинството от екипажа на кораба решават, че това е следствие от атака на самолет. Обща тревога не е вдигната. След няколко минути (в 1:16) се раздават още няколко взрива. Кораба започва бързо да се накренява на десния борд. Един от взривовете поврежда системата за осветяване и високоговорителната система за оповестяване. Последният взрив предизвиква детонация на един от погребите. Проблясъците и пламъците заблуждават тези, които вече са на палубата. Създава се илюзия за атака по въздуха. В 1:29 минути кораба се преобръща и потъва на дълбочина 30 метра. Загиват 833 моряка, включая контраадмирал Хенри Блекгроув.
Несанкционираните гмуркания в мястото на гибел на линкора са забранени, ежегодно там се провежда церемония за помен на кораба.